# Anne Armstrong

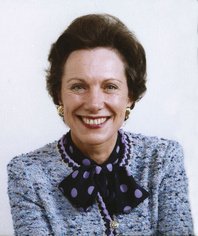
Anne Armstrong

Anne Legendre Armstrong (* 27. Dezember 1927 in New Orleans, Louisiana; † 30. Juli 2008 in Houston, Texas) war eine US-amerikanische Diplomatin und Politikerin (Republikanische Partei). Sie war von 1973 bis 1974 Counselor to the President, von 1976 bis 1977 US-Botschafterin in Großbritannien sowie von 1981 bis 1990 Vorsitzende des President’s Intelligence Advisory Board.

## Karriere
Sie graduierte 1949 vom Vassar College. 1950 heiratete sie Tobin Armstrong und zog in das Kenedy County in Texas. 
Von 1966 bis 1968 war sie stellvertretende Vorsitzende der Republikaner in Texas. Von 1971 bis 1973 war sie Co-Vorsitzende des Republican National Committee und 1972 keynote Speaker auf der Republican National Convention in Miami Beach. Präsident Richard Nixon ernannte sie im Januar 1973 – als erste Frau – zum Counselor to the President. Diese Position hatte sie gemeinsam mit Dean Burch und Kenneth Rush inne und behielt sie auch nach Nixons Rücktritt unter seinem Nachfolger Gerald Ford bis Dezember 1974. 
Von März 1976 bis März 1977 war sie als Nachfolgerin von Elliot L. Richardson US-Botschafterin in Großbritannien, auch in diesem Amt war sie die erste Frau. Präsident Ronald Reagan ernannte Armstrong im Oktober 1981 zur Vorsitzenden des wieder eingerichteten President’s Intelligence Advisory Board (unter Jimmy Carter war es abgeschafft), das den Präsidenten in Geheimdienstfragen berät. Reagan verlieh ihr 1987 die Presidential Medal of Freedom, die höchste zivile Auszeichnung der USA.

## Familie
Ihre Tochter Katharine Armstrong ist ein Bush Pioneer. Ihr gehört die Ranch, auf der am 11. oder 12. Februar 2006 Harry Whittington durch Vizepräsident Dick Cheney angeschossen wurde.